# Rimski forum u Zadru
Rimski forum u Zadru je najveći rimski forum na istočnoj strani Jadranskog mora. Bio je glavni trg rimskog Iadera na kojemu se odvijao javni život grada, a njegova gradnja je započela u 1. stoljeću prije nove ere. Utemeljio ga je prvi rimski car August o čemu svjedoče dva natpisa u kamenu iz 3. stoljeća kada je gradnja foruma završena. Forum je dimenzija 90 x 45 metara. Bio je zatvoren trijemovima s galerijama na katu. Pod trijemom su se nalazile trgovine i zanatske radnje. Danas su sačuvane samo stube, pločnik te dva monumentalna stupa od kojih je jedan na izvornom mjestu. Stup je u srednjem vijeku služio kao stup srama na što upućuju lanci koji su pribijeni na njega. Na mjestu nekadašnjeg kapitola pronađeni su ostaci ležišta oltara na kojem su se uz obrede prinosile žrtve. To mjesto i danas predstavlja ishodište planimetrije grada Zadra. Kasnije, na temeljima foruma, izgrađena je crkva sv. Donata te Nadbiskupska palača